# 范德沃特 (阿肯色州)
范德沃特（英語：Vandervoort）是一個位於美國阿肯色州波爾克縣的城鎮。

## 地理
范德沃特的座標為34°22′47″N 94°21′53″W / 34.37972°N 94.36472°W，而該地的平均海拔高度為329米（即1079英尺）。

## 人口
根據2020年美國人口普查的數據，范德沃特的面積為0.76平方千米，當中陸地面積為0.75平方千米，而水域面積為0.01平方千米。當地共有人口115人，而人口密度為每平方千米151人。